# Marathon van Osaka 1983
De marathon van Osaka 1983 werd gelopen op zondag 30 januari 1983. Het was de 2e editie van de marathon van Osaka. Alleen vrouwelijke elitelopers mochten aan de wedstrijd deelnemen. De Ierse Carey May kwam als eerste over de streep in 2:29.23.

## Uitslagen
| rang   | naam             | land | tijd    |
| ------ | ---------------- | ---- | ------- |
| Goud   | Carey May        | IRL  | 2:29.23 |
| Zilver | Charlotte Teske  | GER  | 2:35.44 |
| Brons  | Kathryn Binns    | ENG  | 2:37.01 |
| 4      | Julie Isphording | USA  | 2:38.31 |
| 5      | Laura Dewald     | USA  | 2:38.59 |
| 6      | Henrietta Fina   | AUT  | 2:39.22 |
| 7      | Magda Ilands     | BEL  | 2:39.34 |
| 8      | Joyce Smith      | ENG  | 2:40.01 |
| 9      | Heidi Hutterer   | GER  | 2:40.46 |
| 10     | Tuija Toivonen   | FIN  | 2:42.41 |
| 11     | Kyung-Ja Choi    | KOR  | 2:44.48 |
| 12     | Choon-Ja Ahn     | KOR  | 2:45.21 |
| 13     | Paola Moro       | ITA  | 2:45.29 |
| 14     | Minoru Muramoto  | JPN  | 2:46.06 |
| 15     | Chie Matsuda     | JPN  | 2:48.59 |
| 16     | Judith Hine      | NZL  | 2:49.31 |
| 17     | Ena Guevara      | PER  | 2:49.53 |
| 18     | Robyn Hames      | NZL  | 2:50.06 |
| 20     | Chiemi Kashiwagi | JPN  | 2:51.57 |
| 21     | Eriko Asai       | JPN  | 2:52.23 |
| 22     | Mami Fukao       | JPN  | 2:52.38 |
| 23     | Anne Rindt       | NED  | 2:53.58 |

1982 ·
1983 ·
1984 ·
1985 ·
1986 ·
1987 ·
1988 ·
1989 ·
1990 ·
1991 ·
1992 ·
1993 ·
1994 ·
1995 ·
1996 ·
1997 ·
1998 ·
1999 ·
2000 ·
2001 ·
2002 ·
2003 ·
2004 ·
2005 ·
2006 ·
2007 ·
2008 ·
2009 ·
2010 ·
2011 · 
2012 ·
2013 ·
2014 ·
2015 ·
2016 ·
2017